# Terebellobranchia natalensis
Terebellobranchia natalensis är en ringmaskart som beskrevs av Francis Day 1951. Terebellobranchia natalensis ingår i släktet Terebellobranchia och familjen Terebellidae. Inga underarter finns listade i Catalogue of Life.